# Fox & Friends
Fox & Friends est une émission de télévision matinale sur la chaîne américaine Fox News. Diffusée depuis Février 1998, elle est présentée par Steve Doocy, Ainsley Earhardt et Brian Kilmeade en semaine ou par Pete Hegseth, Abby Huntsman et Griff Jenkins le week-end. 
L' émission commence à 6 h 00, heure de l' Est, avec les derniers titres et nouvelles du matin de Fox News Live et se poursuit avec une variété de segments, y compris les événements actuels, des interviews, des mises à jour de reportages avec des correspondants, une analyse politique des hôtes et des segments de divertissement.
Sous la présidence de Donald Trump, elle apparaît comme un soutien et une influence majeure du président des États-Unis, qui la regarde et la commente régulièrement.

## Histoire
Fox & Friends a évolué à partir de Fox X-press , le programme original du matin de Fox News Channel.
Après les attaques terroristes du 11 septembre 2001 , une heure supplémentaire a été ajoutée au début de l'émission en semaine, mais marquée comme une émission distincte appelée Fox & Friends First . C'était la première émission de Fox News diffusée en direct pour la journée, à partir de 6 h. Elle a été interrompue le 13 juillet 2008 et remplacée par une heure supplémentaire de Fox & Friends .  Le titre Fox & Friends First a été réintroduit le 5 mars 2012, également en tant qu'émission distincte diffusée une heure avant le programme principal de trois heures.

## Format
Fox & Friends a été décrit comme étant plus proche des trois grands réseaux de télévision que ses concurrents du câble (CNN's New Day et MSNBC's Morning Joe), avec un mélange de nouvelles, des segments de divertissement et axé sur le mode de vie, avec une présentation généralement décontractée. Cependant, comme pour les émissions du matin sur les chaînes d'information câblées concurrentes, son contenu d'information se concentre en grande partie sur la politique. Actuellement, Steve Doocy , Ainsley Earhardt et Brian Kilmeade co-organisent le programme.